# Kin (álbum)
Kin es el octavo álbum de estudio de la banda estadounidense de deathcore Whitechapel. Fue lanzado el 29 de octubre de 2021 a través de Metal Blade Records. El álbum fue producido por Mark Lewis.

## Antecedentes y promoción
El 23 de septiembre de 2020, el guitarrista Alex Wade reveló en "Mosh Talks" de Knotfest.com que la grabación del próximo álbum de Whitechapel había comenzado. Wade declaró que la pandemia de COVID-19 les había dado tiempo para crear un nuevo álbum, que volvería a ser producido por Mark Lewis. También afirmó que el álbum contendrá voces y melodías limpias, además de la característica solidez que caracteriza a la banda.
El 31 de agosto de 2021, Whitchapel lanzó el primer sencillo, "Lost Boy", junto con su videoclip. Al mismo tiempo, anunciaron el álbum, su portada, la lista de canciones y la fecha de lanzamiento. El 23 de septiembre, la banda presentó el segundo sencillo, "A Bloodsoaked Symphony", y su videoclip. El 14 de octubre, dos semanas antes del lanzamiento del álbum, la banda publicó el tercer y último sencillo, "Orphan", junto con su videoclip. El 5 de mayo de 2023, se estrenó un video adicional de "I Will Find You" en el canal de YouTube de Metal Blade Records.

## Lista de canciones
| N.º | Título                   | Duración |  |
| 1.  | «I Will Find You»        | 4:54     |  |
| 2.  | «Lost Boy»               | 3:58     |  |
| 3.  | «A Bloodsoaked Symphony» | 4:28     |  |
| 4.  | «Anticure»               | 5:35     |  |
| 5.  | «The Ones That Made Us»  | 4:10     |  |
| 6.  | «History Is Silent»      | 4:54     |  |
| 7.  | «To the Wolves»          | 3:53     |  |
| 8.  | «Orphan»                 | 4:40     |  |
| 9.  | «Without You»            | 1:00     |  |
| 10. | «Without Us»             | 4:37     |  |
| 11. | «Kin»                    | 5:37     |  |

## Personal
Whitechapel
- Phil Bozeman – voz
- Ben Savage – guitarra principal
- Alex Wade – guitarra rítmica
- Zach Householder – tercera guitarra
- Gabe Crisp – bajo

Músicos adicionales
- Alex Rüdinger – batería